# Bakelberg

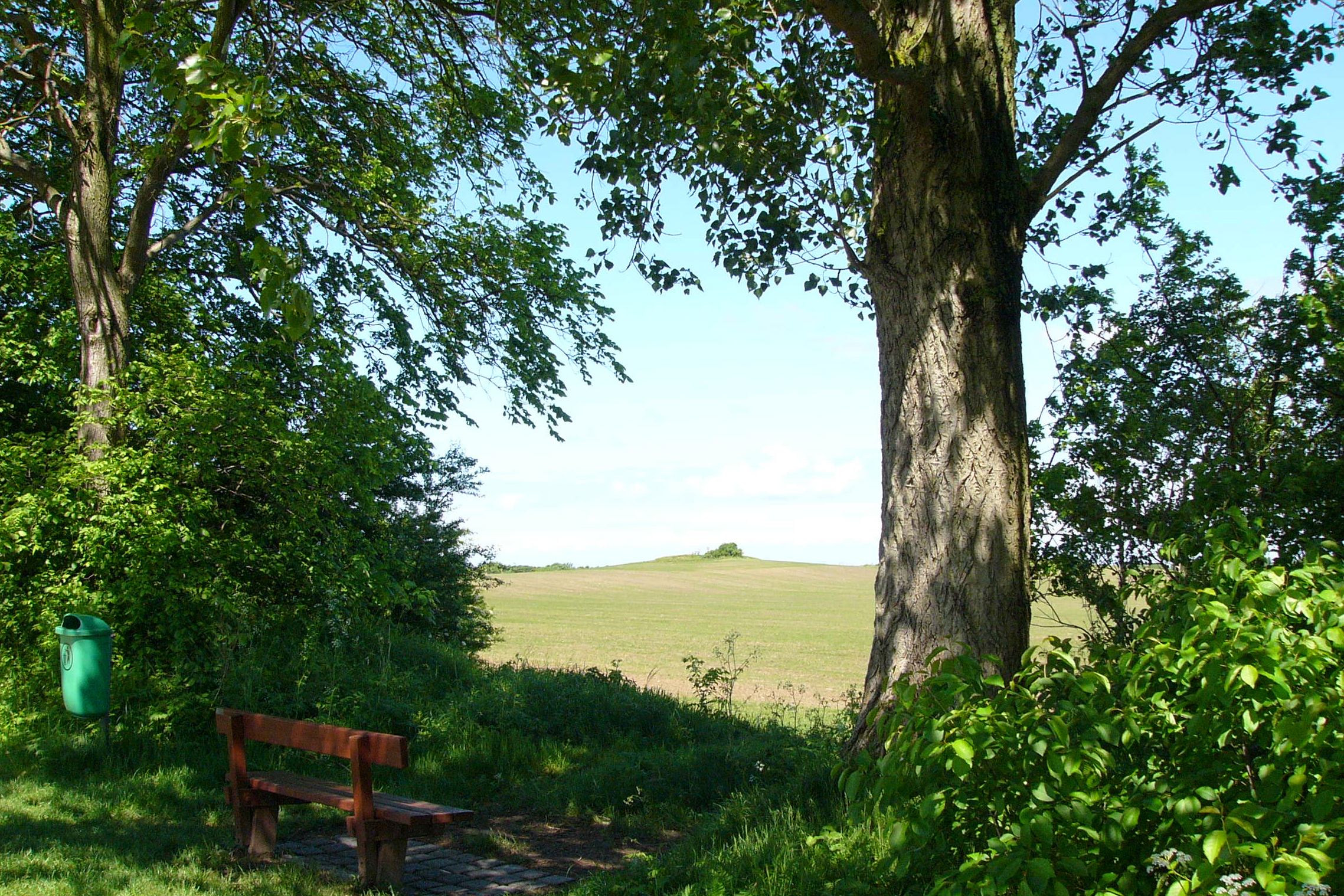
Blick zum Bakelberg bei Ahrenshoop im Frühjahr 2006

Der Bakelberg ist mit 18 m ü. NHN die höchste Erhebung auf dem Fischland. Er gehört zu Ahrenshoop, einer Gemeinde im Landkreis Vorpommern-Rügen in Mecklenburg-Vorpommern (Deutschland), die wiederum zum Amt Darß/Fischland gehört.